# Фронт (провінція Турин)
Фронт (італ. Front, п'єм. Front) — муніципалітет в Італії, у регіоні П'ємонт, метрополійне місто Турин.
Фронт розташований на відстані близько 540 км на північний захід від Рима, 25 км на північ від Турина.
Населення — 1680 осіб (2014).
Щорічний фестиваль відбувається 22 липня. Покровитель — Santa Maria Maddalena.

## Демографія
Населення за роками:

Станом на 1 січня 2023 року в муніципалітеті офіційно проживало 95 іноземців з 10 країн, серед них 77 громадян країн Євросоюзу.

## Сусідні муніципалітети
- Бузано
- Фаврія
- Ольяніко
- Риваросса
- Сан-Карло-Канавезе
- Сан-Франческо-аль-Кампо
- Вауда-Канавезе